# 305e brigade d'artillerie
Pour les articles homonymes, voir 305e brigade.
La 305e brigade d'artillerie (en russe : 305-я артиллерийская бригада, abrégé 305 абр), de son nom complet la 305e brigade d'artillerie Gumbinnenskaïa de l'ordre de l'Étoile rouge (en russe : 305-я артиллерийская Гумбинненская ордена Красной Звезды бригада) est une brigade d'artillerie des troupes de missiles et d'artillerie des forces terrestres russes (no d'unité 39255).
La brigade fait partie de la 5e armée combinée du district militaire est, basée à Oussouriïsk, une ville du kraï du Primorié, dans l'Extrême-Orient russe. .

## Historique
La 305e brigade d'artillerie hérite des traditions militaires d'une unité soviétique de la Seconde Guerre mondiale, le 20e régiment d'artillerie de canon de haute puissance.
Lors de l'opération Gumbinnen-Goldap en 1944, l'unité reçoit le nom honorifique Gumbinnenskaïa, qui sera maintenu lors de la réorganisation du 20e régiment.
Le régiment opère dans les rangs de l'armée active pendant les périodes du 14 décembre 1944 au 9 mai 1945 et du 9 août au 3 septembre 1945.
L'unité achève la guerre en Extrême-Orient, où elle participe à la guerre soviéto-japonaise au sein de la 5e armée.
Dans les années 1960, le 20e régiment est réorganisé en 305e brigade d'artillerie.
Les anniversaires de l'union sont célébrés chaque année le 28 décembre.
Le 11 août 2011, la brigade se voit attribuer une nouvelle de bannière de bataille.
Déployée sur le front Sud puis Est de l'invasion russe de l'Ukraine, la brigade combat dans la contre-offensive ukrainienne de 2023.